# Fabian Cancellara
Fabian Cancellara [uitspraak: 'kɑnʃeːlaːra] (Wohlen bei Bern, 18 maart 1981) is een Zwitsers voormalig wielrenner, actief van 2001 tot 2016. Hij geldt als een van de beste tijdrijders van zijn generatie vanwege vier wereldtitels (een record) en twee olympische titels in het tijdrijden. Voorts wist hij zeven keer een "Monument" te winnen en staan er elf individuele etappezeges in grote rondes op zijn palmares.
Cancellara was een begaafd kasseienrenner. Hij won driemaal de Ronde van Vlaanderen; 2010, 2013, 2014. Dit is een gedeeld record. Achiel Buysse, Fiorenzo Magni, Eric Leman, Johan Museeuw, zijn eeuwige rivaal Tom Boonen en Mathieu van der Poel wonnen Vlaanderens Mooiste net zo vaak. Daarnaast won hij de andere kasseienklassieker, Parijs-Roubaix, ook driemaal; 2006, 2010, 2013. Geen record want de Belgen Roger De Vlaeminck en Tom Boonen wonnen viermaal de "Koningin der Klassiekers". In 2008 won hij Milaan-San Remo. Zijn bijnaam onder pers en fans luidt "Spartacus", verwijzend naar zijn afmattende kwaliteiten als hardrijder en zijn bonkige lichaamsbouw.

## Biografie
Cancellara is een zoon van een Italiaanse vader en een Zwitserse moeder.

#### Jeugd
Al bij de junioren maakte Cancellara indruk als tijdrijder. Hij werd in 1998 en 1999 wereldkampioen bij de junioren. Als 19-jarige werd hij tweede op het WK tijdrijden voor de beloften (categorie onder 23 jaar), waarna hij prof werd.

#### 2000-2005
In zijn eerste profjaren reed Cancellara voor de Mapei-wielerploeg. Als neoprof won hij meteen de Ronde van Rhodos. Ook werd hij tweede in de koppeltijdrit ter ere van Eddy Merckx, samen met de Australiër Michael Rogers. Het jaar daarop mocht hij met een andere ploegmaat, de Hongaar Laszlo Bodrogi, dan toch het hoogste schavotje op in de GP Merckx.
In 2003 reed hij zijn eerste seizoen voor Fassa Bortolo en won hij onder andere etappes in de Ronde van Romandië en de Ronde van Zwitserland.
In 2004 brak Cancellara echt door, door de proloog van de Ronde van Frankrijk te winnen en te mogen starten in de gele trui. Na afloop van de tweede etappe was hij deze weer kwijt.
In 2005 werd Cancellara derde op het wereldkampioenschap tijdrijden in Madrid.

#### 2006
Vanaf het seizoen 2006 reed hij voor de Deense ploeg CSC van Bjarne Riis, de Tourwinnaar van 1996. Twee grote overwinningen brachten Cancellara definitief naar de wereldtop: in het voorjaar won hij de wielerklassieker Parijs-Roubaix, waar hij op imposante wijze iedereen uit het wiel reed op de kasseien en vervolgens zijn voorsprong alleen maar uitbouwde, en in het najaar het WK tijdrijden, waar hij een voorsprong van anderhalve minuut nam op de nummer twee, David Zabriskie.

#### 2007

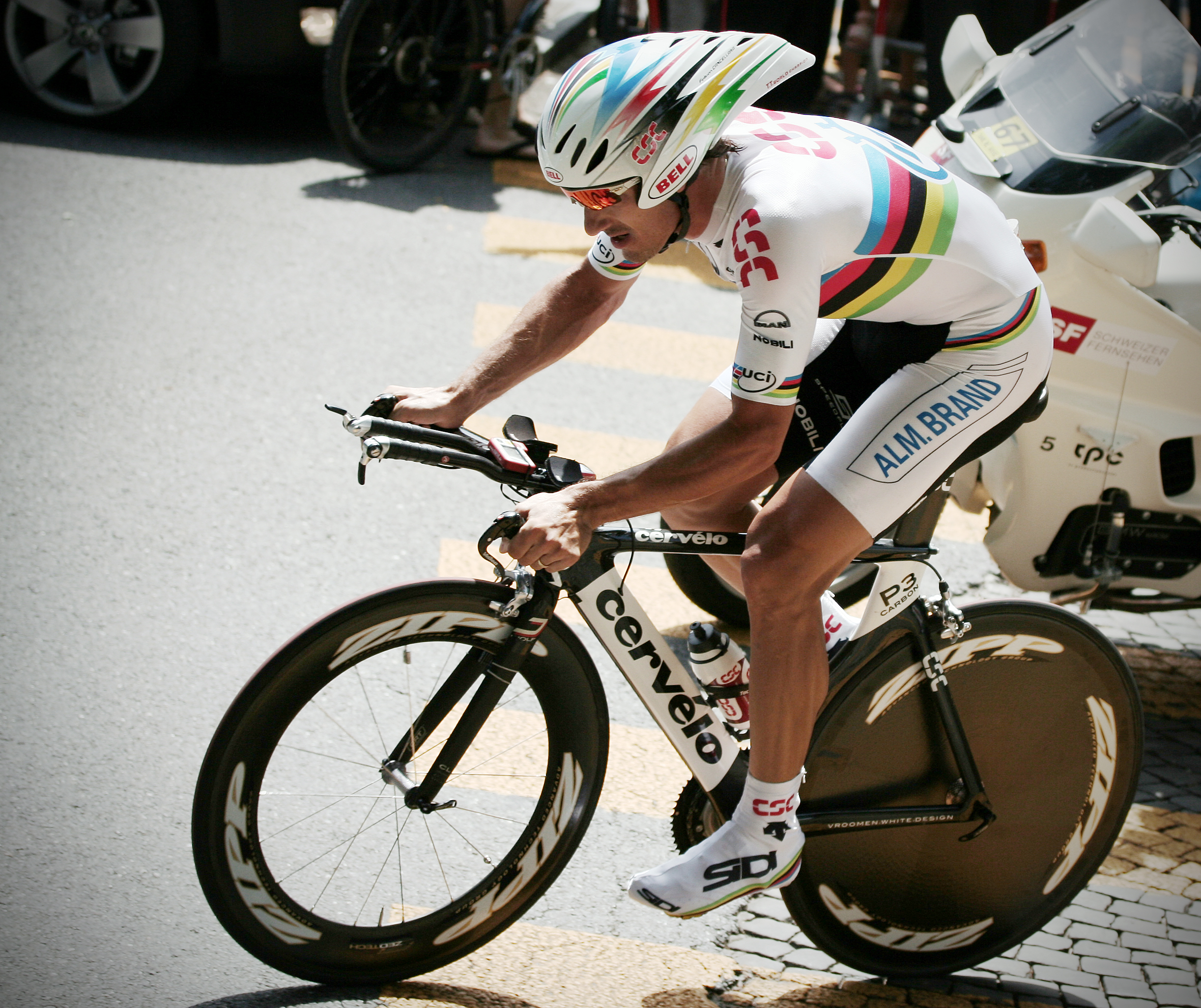
Fabian Cancellara tijdens de Ronde van Zwitserland 2007

Cancellara won voor de tweede maal de proloog in de Ronde van Frankrijk. In diezelfde ronde won hij in het geel ook de derde etappe door in de laatste rechte lijn de sprinters voor te blijven. Cancellara droeg zeven dagen de gele trui alvorens deze in de zevende etappe te verliezen aan Linus Gerdemann. Tijdens de Tour werd in België ook de eerste fanclub voor Cancellara opgericht. Dit gebeurde onder meer met de hulp van VRT-presentator Karl Vannieuwkerke. Later dat jaar verlengde hij zijn wereldtitel op de tijdrit.

#### 2008
In 2008 won hij de Italiaanse wielerklassieker Milaan-San Remo. Ook won hij twee ritten in de Ronde van Zwitserland. Dit waren de 7e en 9e etappe, beide in het kanton Bern. Cancellara sprong beide keren een paar kilometer voor het einde weg uit het peloton.
Op de Olympische Spelen van 2008 won hij de tijdrit op de weg en behaalde hij zilver bij de wegwedstrijd. Aanvankelijk werd hij derde achter Samuel Sánchez en Davide Rebellin, maar deze laatste werd betrapt op het gebruik van doping (Cera). Aan het wereldkampioenschap tijdrijden van dat jaar deed Cancellara niet mee omdat hij te vermoeid was van een lang seizoen. Aan het einde van het jaar werd hij in eigen land verkozen tot Zwitsers Sportman van het Jaar 2008.

#### 2009
In dit jaar – na een voorjaar met ziektes, pech en blessures – won hij de Ronde van Zwitserland en werd hij Zwitsers kampioen op de weg. Ook won hij voor de derde maal in zijn carrière de eerste etappe in de Ronde van Frankrijk. Dit kunstje deed hij over in de Ronde van Spanje. In 2009 deed hij weer mee aan het wereldkampioenschap tijdrijden in Mendrisio. Hij won met een verschil van 1 minuut 27 seconden op nummer twee, Gustav Larsson. Cancellara is de tweede renner ooit die erin slaagde een WK in eigen land te winnen. In de wegrit dat jaar was hij ook veelbelovend, maar hij miste de goede vlucht en werd vijfde.

#### 2010
2010 was het eerste succesvolle jaar van Cancellara op de kasseien. Zo won hij de E3 Prijs Vlaanderen, een wedstrijd die hij reed in voorbereiding op de Ronde van Vlaanderen. In de media liet hij meermaals optekenen dat hij Vlaanderens mooiste als een van zijn hoofddoelen van het jaar beschouwde. Eén week na de E3 Prijs won hij dan de Ronde van Vlaanderen. Hij reed op de Muur van Geraardsbergen weg van zijn grootste concurrent, Tom Boonen. Hij reed hem zittend uit het wiel en kwam alleen bij de finish aan. Hij was pas de tweede Zwitser die de Ronde won, na Heiri Suter in 1923. Op 11 april van ditzelfde jaar, één week na de Ronde van Vlaanderen, won hij voor de tweede maal Parijs-Roubaix. Ruim 50 km voor de aankomst ging hij er opnieuw alleen vandoor, zijn grootste concurrent Tom Boonen achterlatend. Hij is de tiende renner die erin slaagde in hetzelfde jaar zowel Parijs-Roubaix als de Ronde van Vlaanderen te winnen.
De versnelling die Cancellara plaatste in de Ronde van Vlaanderen en in Parijs-Roubaix was beide keren zo opmerkelijk dat die later heeft geleid tot speculatie over het gebruik van een fiets met hulpmotor. Het bleef bij speculatie.
Later in 2010 won Cancellara de proloog in de Ronde van Frankrijk in Rotterdam. Hij droeg enkele dagen de gele trui, maar deed vooral dienst als knecht van Andy Schleck. Mede door deze taak zakte hij flink in het klassement, waardoor hij in de 19e etappe, de individuele tijdrit, vroeg van start ging. In deze afsluitende tijdrit van 52 km van Bordeaux naar Pauillac wist hij zijn eerste grote tijdrit in de Tour de France te winnen. In 2008 werd hij tweede in de tijdrit, maar achteraf bleek dat winnaar Stefan Schumacher doping had gebruikt.
In september 2010, vlak nadat Cancellara voor de vierde keer Wereldkampioen Tijdrijden was geworden, werd bekend dat hij, na onenigheid met onder anderen ploegleider Bjarne Riis, weg mocht bij Saxo Bank. Niet lang daarna werd bekend dat hij vanaf 2011 voor Team Leopard-Trek zou rijden.
Cancellara werd in 2010 door het Franse wielerblad Vélo uitgeroepen tot de beste wielrenner van het jaar, en mocht daardoor de Vélo d'Or in ontvangst nemen.

#### 2011
In de voorjaarskoersen van 2011 bleek Cancellara opnieuw in supervorm, met onder meer de 2e plek in Milaan-San Remo en een indrukwekkende machtsgreep in de E3 Prijs. Zijn favorietenrol in de Ronde van Vlaanderen, een week later, luisterde hij op met een demarrage op 40 kilometer van de finish. De overige favorieten moesten passen en Cancellara leek op weg naar titelprolongatie tot hij last van krampen kreeg en tijdens de beklimming van de Muur van Geraardsbergen zijn riante voorsprong snel zag slinken. Uiteindelijk ging een groepje mét Cancellara sprinten om de zege, maar voor de Zwitser was de derde plek een teleurstelling. Een week later belandde Spartacus opnieuw op het podium, zij het als tweede, in Parijs-Roubaix. Cancellara wist later in het jaar enkel nog drie tijdritten te winnen, maar ondanks een lading aan ereplaatsen bleef het aantal grote overwinningen in 2011 beperkt tot de E3 Prijs en een bronzen plak in de tijdrit op het Wereldkampioenschap, waar hij door Tony Martin werd onttroond als 's werelds beste tijdrijder. Het was pas de vijfde keer dat specialist Martin sneller was dan Cancellara in een tijdrit, maar wel al voor de derde keer in 2011 in een grote, belangrijke tijdrit.

#### 2012
Ondanks een tweede zege in de Strade Bianche en een nieuwe podiumplek in Milaan-San Remo, kon hij niet voor nieuw succes in de Vlaamse koersen zorgen. Tijdens de Ronde van Vlaanderen, waar hij opnieuw als topfavoriet startte, kwam hij ten val en brak zijn sleutelbeen op vier plaatsen. Een hernieuwde tweestrijd tussen hem en Tom Boonen bleef zo uit. Cancellara had tijd nodig om te herstellen, maar stond er in de Ronde van Frankrijk weer, door voor de vijfde keer de proloog te winnen. Dit gebeurde in Luik, waar hij ook zijn eerste proloogoverwinning behaalde. Met zijn hervonden topvorm reisde de Zwitser als een van de kanshebbers op olympisch goud af naar Londen om mee te doen aan de Olympische Spelen. Daar kwam hij tijdens de wegwedstrijd opnieuw ten val, waardoor hij enkele dagen later gehavend aan de tijdrit begon om zijn gouden plak uit Peking te verdedigen. Dit lukte niet, en met een 7e plaats sloot Cancellara het seizoen af.

#### 2013
Net zoals in 2010 domineerde Cancellara in de kasseiklassiekers. In maart 2013 won hij voor de derde maal de E3 Prijs Harelbeke en voor de tweede maal in zijn carrière de Ronde van Vlaanderen; in beide races kwam hij solo over de meet. Na deze twee overwinningen, startte hij als topfavoriet aan Parijs-Roubaix. Daar klopte hij de Belg Sep Vanmarcke op de finishstreep in een sprint-a-deux om zo zijn derde zege in de Hel van het Noorden te behalen. Cancellara haalde ook zo zijn tweede "dubbel" (Ronde van Vlaanderen en Parijs-Roubaix), waardoor hij mederecordhouder werd met Tom Boonen. Na zes opeenvolgende deelnames nam Cancellara ditmaal geen deel aan de Tour. Hij reed wel de Ronde van Spanje, waarin hij de tijdrit won voor Tony Martin.

#### 2014
In 2014 won Cancellara voor de derde keer in zijn carrière de Ronde van Vlaanderen. Hiermee werd hij gedeeld recordhouder. Ditmaal won hij de Ronde door de Vlamingen Greg Van Avermaet, Sep Vanmarcke en Stijn Vandenbergh in de sprint te verslaan. Ook in andere voorjaarsklassiekers streed hij mee voor de overwinning. In Milaan-San Remo werd hij in de groepssprint alleen geklopt door de Noor Alexander Kristoff. In Parijs-Roubaix reed hij naar een derde plek. Hij maakte toen deel uit van een groepje renners dat achter de Nederlandse winnaar Niki Terpstra sprintte voor de tweede plek.

#### 2015
Het seizoen 2015 werd voor Cancellara gekenmerkt door valpartijen en pech. In de E3 Harelbeke brak hij bij een valpartij twee ruggenwervels. Hierdoor miste hij de rest van het klassiekerseizoen. In de Ronde van Frankrijk veroverde Cancellara in de tweede etappe de gele trui. Een dag later brak hij bij een massale valpartij wederom twee ruggenwervels. Hij reed de etappe uit, maar ging de volgende dag niet meer van start. In de Ronde van Spanje moest Cancellara opgeven wegens een darminfectie, die hem ook het WK in Richmond kostte.

#### 2016
Het seizoen 2016 was het afscheidsjaar van Cancellara, zoals hij in november 2015 al had aangekondigd. Hij won voor de derde keer in zijn carrière de Strade Bianche en eindigde als tweede in de Ronde van Vlaanderen. In Parijs-Roubaix kon hij, mede door een valpartij, geen hoge notering behalen. In de tijdritten presteerde Cancellara weer uitstekend: hij won de tijdritten in de Ronde van de Algarve, Tirreno-Adiatico en Ronde van Zwitserland en werd nationaal kampioen tijdrijden. Op 10 augustus bekroonde hij zijn loopbaan door met overmacht olympisch goud te winnen op de tijdrit in Rio de Janeiro. Die prestatie leverde hem aan het einde van het jaar (2016) de uitverkiezing op tot Zwitsers Sportpersoon van het Jaar. Cancellara sloot zijn laatste seizoen af met enkele kleine ritten zoals een gewonnen criterium in Bavikhove op 4 september en als laatste reguliere race een criterium in het Japanse Utsunomiya (22 oktober), op 12 november gevolgd door een afscheidsfeest met ruim 6000 toeschouwers in 't Kuipke in Gent.

## Erelijst

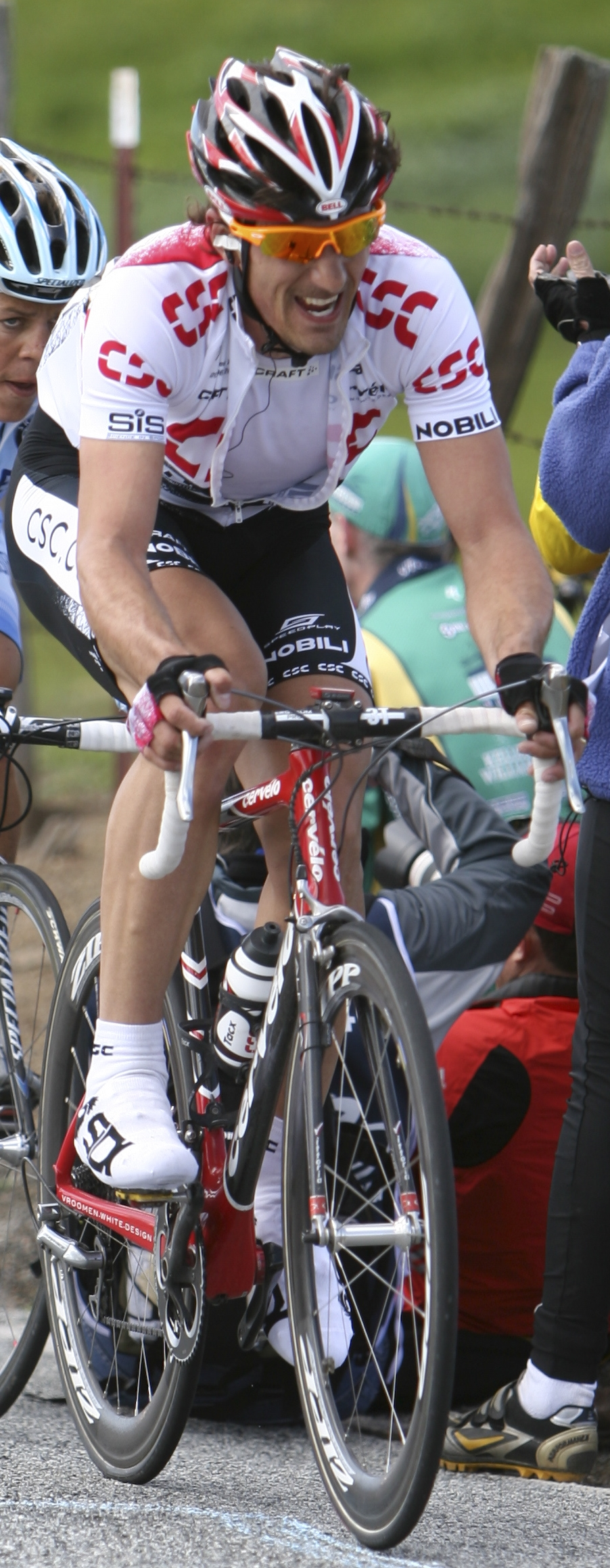
Fabian Cancellara in de Ronde van Californië 2008

Totaal: 107 zeges bij de elite (waarvan 92 individuele UCI-zeges)

## Resultaten in voornaamste wedstrijden
| Jaar | Ronde van Italië | Ronde van Frankrijk | Ronde van Spanje |
| ---- | ---------------- | ------------------- | ---------------- |
| 2002 |                  |                     |                  |
| 2003 |                  |                     |                  |
| 2004 |                  | 109e (1)            |                  |
| 2005 |                  | 128e                |                  |
| 2006 |                  |                     | opgave           |
| 2007 | opgave           | 100e (2)            |                  |
| 2008 |                  | 65e (1)             |                  |
| 2009 | opgave           | 91e (1)             | opgave (2)       |
| 2010 |                  | 121e (2)            | opgave           |
| 2011 |                  | 119e                | opgave           |
| 2012 |                  | opgave (1)          |                  |
| 2013 |                  |                     | opgave (1)       |
| 2014 |                  | opgave              | opgave           |
| 2015 |                  | opgave              | opgave           |
| 2016 | opgave           | opgave              |                  |

| Jaar | Milaan-San Remo | Gent-Wevelgem | Ronde van Vlaanderen | Parijs-Roubaix | Amstel Gold Race | Strade Bianche | E3 Harelbeke | Cyclassics Hamburg |  | WK op de weg |  | Wereldranglijsten |
| ---- | --------------- | ------------- | -------------------- | -------------- | ---------------- | -------------- | ------------ | ------------------ |  | ------------ |  | ----------------- |
| 2002 |                 |               |                      |                |                  |                |              |                    |  | 148e         |  |                   |
| 2003 |                 | 11e           | 73e                  | opgave         |                  |                |              | 121e               |  | opgave       |  |                   |
| 2004 |                 | 14e           | 41e                  | 4e             | 53e              |                |              | 85e                |  | opgave       |  | 12e (UWB)         |
| 2005 |                 | 4e            | 62e                  | 8e             | 8e               |                |              | 4e                 |  | 123e         |  | 42e (UPT)         |
| 2006 | 25e             | 6e            | 5e                   | ↑              |                  |                | 37e          |                    |  | 31e          |  | 20e (UPT)         |
| 2007 | 110e            | 62e           | 53e                  | 19e            |                  |                | ↑            |                    |  | opgave       |  | 70e (UPT)         |
| 2008 | ↑               | 67e           | 23e                  | ↑              |                  | Goud           | 16e          |                    |  |              |  | 89e (UPT)         |
| 2009 |                 | 85e           | opgave               | 49e            |                  |                |              | 53e                |  | 5e           |  | 23e (UWK)         |
| 2010 | 17e             |               | ↑                    | ↑              |                  | 10e            | ↑            | 97e                |  | 50e          |  | 14e (UWK)         |
| 2011 | ↑               |               | ↑                    | ↑              | 64e              | 5e             | ↑            |                    |  | 4e           |  | 12e (UWT)         |
| 2012 | ↑               | 13e           | opgave               |                |                  | ↑              | 22e          |                    |  |              |  | 37e (UWT)         |
| 2013 | ↑               |               | ↑                    | ↑              |                  | 4e             | ↑            |                    |  | 10e          |  | 7e (UWT)          |
| 2014 | ↑               | 38e           | ↑                    | ↑              |                  | 6e             | 9e           |                    |  | 11e          |  | 11e (UWT)         |
| 2015 | 7e              |               |                      |                |                  | 19e            | opgave       |                    |  |              |  |                   |
| 2016 | 31e             | 4e            | ↑                    | 40e            |                  | ↑              | 4e           |                    |  |              |  |                   |

#### Resultaten in kleinere rondes
| Jaar | Ronde van Qatar | Ronde van Oman | Parijs-Nice | Tirreno-Adriatico | Ronde van Catalonië | Ronde van Romandië | Ronde van België | Ronde van Luxemburg | Ronde van Zwitserland | Ronde van Polen | Ronde van Denemarken |
| ---- | --------------- | -------------- | ----------- | ----------------- | ------------------- | ------------------ | ---------------- | ------------------- | --------------------- | --------------- | -------------------- |
| 2002 |                 |                |             |                   |                     |                    |                  |                     |                       | 45e             | 27e                  |
| 2003 |                 | 55e            |             |                   | 43e (1)             | 49e (1)            |                  | 56e                 |                       |                 |                      |
| 2004 | 23e (1)         | opgave         |             |                   |                     |                    |                  | 63e                 |                       |                 |                      |
| 2005 |                 | 69e (1)        |             |                   |                     |                    |                  | 72e                 | opgave                |                 |                      |
| 2006 | 14e             |                | 106e (1)    | 125e (1)          |                     |                    |                  | 94e                 |                       | ↑ (2)           |                      |
| 2007 |                 |                | opgave      |                   |                     |                    |                  | 83e (2)             | opgave                |                 |                      |
| 2008 |                 |                | ↑ (1)       | opgave            |                     |                    |                  | 79e (2)             | opgave                |                 |                      |
| 2009 |                 |                | opgave      |                   | opgave              |                    |                  | ↑ (2)               |                       |                 |                      |
| 2010 | 87e             | ↑              |             | 78e               |                     |                    |                  |                     | 55e (1)               |                 |                      |
| 2011 | 53e             | 6e             |             | 90e (1)           |                     |                    |                  |                     | 98e (2)               |                 |                      |
| 2012 | 7e              | 10e            |             | 98e (1)           |                     |                    |                  |                     | opgave                |                 |                      |
| 2013 | 58e             | 44e            |             | 71e               |                     |                    | opgave           |                     | 105e                  | 68e             |                      |
| 2014 | 67e             | 31e            |             | 51e               |                     |                    |                  |                     | opgave                |                 |                      |
| 2015 | 67e             | 59e (1)        |             | 52e (1)           |                     |                    |                  |                     | 113e                  |                 |                      |
| 2016 |                 |                |             | 60e (1)           |                     |                    |                  |                     | opgave (1)            |                 |                      |

## Records
Mederecordhouder
- 3x Ronde van Vlaanderen: 2010, 2013 en 2014
- 2x olympisch kampioen tijdrijden: 2008 en 2016
- 2x E3-Prijs Harelbeke, Ronde van Vlaanderen en Parijs-Roubaix in 1 seizoen: 2010 en 2013
- 2x dubbel Ronde van Vlaanderen en Parijs-Roubaix: 2010 en 2013
- 4x wereldkampioen tijdrijden: 2006, 2007, 2009 en 2010
- 3x Strade Bianche: 2008, 2012 en 2016

Alleen recordhouder
- 2x Ronde van Rhodos: 2001 en 2002
- 10x Zwitsers kampioen tijdrijden: 2002, 2004-2008, 2012-2014 en 2016
- Meeste gele truien in Tour de France zonder eindwinst (29x): 2004, 2007, 2009, 2010, 2012 en 2015

## Ploegen
- 2000 –  Mapei-QuickStep (stagiair vanaf 1-9)
- 2001 –  Mapei-QuickStep
- 2002 –  Mapei-QuickStep-Latexco (tot 31-7)
- 2002 –  Mapei-QuickStep (vanaf 1-9)
- 2003 –  Fassa Bortolo
- 2004 –  Fassa Bortolo
- 2005 –  Fassa Bortolo
- 2006 –  Team CSC
- 2007 –  Team CSC
- 2008 –  Team CSC Saxo Bank
- 2009 –  Team Saxo Bank
- 2010 –  Team Saxo Bank
- 2011 –  Leopard Trek
- 2012 –  RadioShack-Nissan-Trek
- 2013 –  RadioShack Leopard
- 2014 –  Trek Factory Racing
- 2015 –  Trek Factory Racing
- 2016 –  Trek-Segafredo